# Ługi Ujskie
Ługi Ujskie (deutsch Usch Hauland, auch Uschhauland) ist ein Dorf im Nordwesten der polnischen Woiwodschaft Großpolen. Es gehört zur Gmina Ujście (Usch) im Powiat Pilski (Schneidemühl).

## Geographische Lage
Ługi Ujskie liegt acht Kilometer südlich von Piła (Schneidemühl) im nordöstlichen Netzebruch (Nadnotecki Łęgi) im Tal der Gwda (Küddow). Die verkehrsreiche polnische Landesstraße (DK) 11 Kołobrzeg (Kolberg)–Koszalin (Köslin) ↔ Posen–Bytom (Beuthen/Oberschlesien) (hier auf der Trasse der ehemaligen deutschen Reichsstraße 160 von Kolberg nach Kolmar in Posen) verläuft an der östlichen Ortsgrenze, von wo aus eine Nebenstraße durch Ługi Ujskie nach Stobno (Stöwen) führt.
Im Jahre 1913 wurde der Ort Bahnstation an der Bahnstrecke Sagen-Goray–Schneidemühl.
Von Ługi Ujskie ist die nächste, schon jenseits von Gwda und Netze gelegene Stadt Ujście (Usch (Netzekreis), bis 1937 Deutsch Usch) lediglich drei Kilometer entfernt. Beide Flüsse bildeten hier aber zwischen 1920 und 1939 die Grenze zwischen Deutschland und Polen.

## Ortsname
Der deutsche Ortsname Usch Hauland steht im Zusammenhang mit dem Namen der nahegelegenen Stadt Usch (polnisch: Ujście). Wenige Kilometer weiter südlich gibt es den Ort Usch Neudorf (Nowa Wieś Ujska). Die Namensverbindung besteht auch im Polnischen: Ujście heißt übersetzt Mündung (hier der Gwda in die Netze).

## Geschichte
Auf den 16. April 1657 ist ein Privileg datiert, das zehn Niederländern erlaubt, ein Dorf mit 60 Hufen bei Usch, Olendrowe genannt, zu gründen. Damit ist es die älteste Holländerei in der Netzegegend. Die Holländer galten hier als freie Leute und von allen Frondiensten befreit. Sie konnten ihre Höfe bis zum Ablauf von 44 Jahren verkaufen oder verpachten.
Nach dem zweiten Schwedenkrieg wird im Jahre 1661 berichtet, dass die Heerlager bei Usch Hauland schwere Schäden verursacht haben. So sind 1670 auch nur noch 21 besetzte Hufen nachgewiesen. Doch erholte sich der Ort wieder, so dass 1773 schon 38 Freibauern gemeldet werden können. Das Dorf hatte damals 250 Einwohner, die 393 Hektar bewirtschafteten. Die Nähe zu der Chaussee Schneidemühl – Usch (heute Landesstraße 11, ehemals Reichsstraße 160) erleichterte den Absatz der landwirtschaftlichen Erzeugnisse in die beiden Nachbarstädte. Das wurde 1913 durch die Errichtung einer Bahnstation verstärkt.
Im Jahre 1910 leben in Usch Hauland 609 Einwohner. Ihre Zahl sank bis 1925 auf 588 und betrug 1939 noch 496. Zum Dorf gehörte auch das Gut Malinchen und der Ortsteil Schulenberg.
Bis zum Beginn des 20. Jahrhunderts gehörte Usch Hauland zum Landkreis Kolmar im Regierungsbezirk Bromberg der preußischen Provinz Posen. Aufgrund der Änderungen durch den Versailler Vertrag war das Dorf in den Netzekreis (ab 1927 als solcher fusioniert) im Regierungsbezirk Schneidemühl in der Provinz Grenzmark Posen-Westpreußen eingegliedert. Zwischen 1939 und 1945 gehörte es zum Regierungsbezirk Grenzmark Posen-Westpreußen in der Provinz Pommern. Usch Hauland gehörte zum Bezirk des Amtsgerichts Schönlanke (heute polnisch: Trzcianka).
Gab es 1945 beim Einmarsch der Roten Armee anfangs nur wenige Zerstörungen, so wurden später doch neun Gehöfte ernsthaft beschädigt und ein Hof zerstört. Zwölf Einwohner kamen damals um.
Heute ist Ługi Ujskie ein Ortsteil der Stadt- und Landgemeinde Ujście im Powiat Pilski der Woiwodschaft Großpolen (1975–1998 Woiwodschaft Piła).

## Kirche
Die bis 1945 evangelische Dorfkirche in Usch Hauland wurde 1868 erbaut. Bis 1921 war sie eine Filialkirche von Usch (Alt Usch), anschließend wurde sie selbständig und hatte ihren eigenen Pfarrer.
Nach 1945 wurde das Gotteshaus eine katholische Kirche und erhielt den Namen Koścół pw. Matki Boskiej Różańcowej (Mutter Gottes vom Rosenkranz). Sie ist heute Filialkirche der Pfarrei Stobno (Stöwen) und gehört zum Dekanat Piła im Bistum Koszalin-Kołobrzeg der Katholischen Kirche in Polen. Hier lebende evangelische Kirchenglieder gehören zur Pfarrei in Piła in der Diözese Pommern-Großpolen der Evangelisch-Augsburgischen Kirche in Polen.

## Schule
In Usch Hauland gab es stets eine Schule. In den Jahren 1800 und 1870 wurden Schulgebäude errichtet, so dass das langgestreckte Dorf zwei Schulen besaß.